# Guess what?
Guess what? ist ein Kinderbuch der australischen Autorin Mem Fox mit Illustrationen von Vivienne Goodman.

## Inhalt
Das 1988 erschienene Buch erzählt auf 30 Seiten die Geschichte der „crazy old lady“ Daisy O’Grady, die stets schwarz gekleidet ist und eine schwarze Katze besitzt. Das Buch zählt in wiederkehrenden Phrasen nach dem Schema
She looks like she has a _____! Guess what? She does
She looks like she likes to _____! Guess what? She does!
Deutsch etwa:
Sie sieht aus als hätte sie ____! Und weißt du was? So ist es!
Sie sieht so aus als würde sie ____! Und weißt du was? So ist es!
zahlreiche weitere Stereotype auf, die im Allgemeinen mit der Vorstellung von Hexen verbunden werden. Am Ende des Buches offenbart sich, dass Daisy O’Grady tatsächlich eine Hexe aber keineswegs böse ist.
Die Illustrationen von Goodman sind in einem surrealen Gouache-Stil gehalten und unterstreichen die typisierende Wirkung des Textes.

## Bewertung in den USA
Da das Buch mutmaßlich okkulte Anklänge habe und eine positive Bewertung von Hexerei enthalte, gehörte es von 1990 bis 2000 laut der American Library Association zu den 100 Büchern (Platz 66), für die am häufigsten eine Einschränkung der öffentlichen Verfügbarkeit gefordert wurde.